# 4-es számú Országos Kéktúra szakasz
A 4-es számú Országos Kéktúra szakasz 29,4 km hosszúságú, a Balaton-felvidéken halad át Keszthely és Tapolca között.
| jelzés         | azonosító     | útvonal | hossz km | infók |
| -------------- | ------------- | --- | -------- | ----- |
|                | OKT-041 I.4/1 | Keszthely - Gyenesdiás - Lőtéri u. - Pórak-háti-völgy - Szék-tető - Iván-hát - Vállus                                      | 13,2     |       |
|                | OKT-042 I.4/2 | Vállus - Barbacsi-erdő - Lesencefalu, Szőlőhegy am. - Alsó-Szőlőhegy - Mátyás-kút - Csengő - Csengői-árok - Lesenceistvánd | 7,1      |       |
|                | OKT-043 I.4/3 | Lesenceistvánd - Billegei-erdő - Felső-Billege - Viszlói-patak - Tapolca, Laktanya - Tapolca                               | 9,1      |       |
| Pecsételő hely | OKT-905       | Tapolca vá. - OKT bekötő útszakasz                                                                                         | 0,05     |       |

OKT = Országos Kéktúra